# 石川町車站
石川町車站（日语：／ Ishikawachō eki */?），是一個位於神奈川縣橫濱市中區石川町二丁目，屬於東日本旅客鐵道（JR東日本）根岸線的鐵路車站。副站名是元町·中華街（日语：／ Motomachi-Chūkagai */?）。

## 歷史
1964年（昭和39年）根岸線延伸時開業。車站位於中村川上，考慮到了北側橫濱中華街與南側元町的便利性。
國鐵最初曾計畫以本站南側約500公尺的觀光地山手命名為山手町站，或是以本站北方1公里的的山下町港區命名為港橫濱站，但在地方居民請願之下定名為石川町站。
之後，本站成為往山手與元町、中華街等橫濱主要觀光地的入口車站直至2004年（平成16年）橫濱高速鐵道港未來線元町·中華街站開業為止。

### 年表
- 1964年（昭和39年）5月19日：國鐵根岸線櫻木町站 - 磯子站間通車，本站開業。
- 1987年（昭和62年）4月1日：國鐵分割民營化，成為JR東日本車站。
- 2001年（平成13年）11月18日：啟用IC卡「Suica」。
- 2002年（平成14年）2月12日：北口改稱中華街口，南口改稱元町口。
- 2012年（平成24年）6月22日：橫濱支社管內首位女性站長就任[3]。
- 2016年（平成28年）9月15日：導入副站名「元町・中華街」[2]。

## 車站構造
對向式月台2面2線的高架車站。構內中央軌道跨過中村川，此處上空又有高速公路通過。
山手方向高架下有元町口（南口）站房，關內方向高架下有中華街口（北口）站房。元町口設有綠色窗口，中華街口設有指定席售票機。兩方皆有自動售票機與自動驗票閘門。
2008年中旬，中華街口的無障礙工程完工，完成雙向電扶梯與電梯的設置及廁所改建。過去電扶梯僅能往上。
元町口付費區外正面有Let's Kiosk石川町1號店，中華街口付費區內正面有Let's Kiosk石川町2號店。
依據JR的特定都區市內，本站屬於「橫濱市內」。

### 月台配置
| 月台 | 路線   | 方向 | 目的地                     | 備註           |
| ---- | ------ | ---- | -------------------------- | -------------- |
| 1    | 根岸線 | 下行 | 山手、磯子、大船方向       |                |
| 2    | 根岸線 | 上行 | 關內、橫濱、東京、大宮方向 | 直通京濱東北線 |
| 2    | 橫濱線 | -    | 新橫濱、町田、八王子方向   | 只限早晩運行   |

（來源：JR東日本:車站構內圖 （页面存档备份，存于））

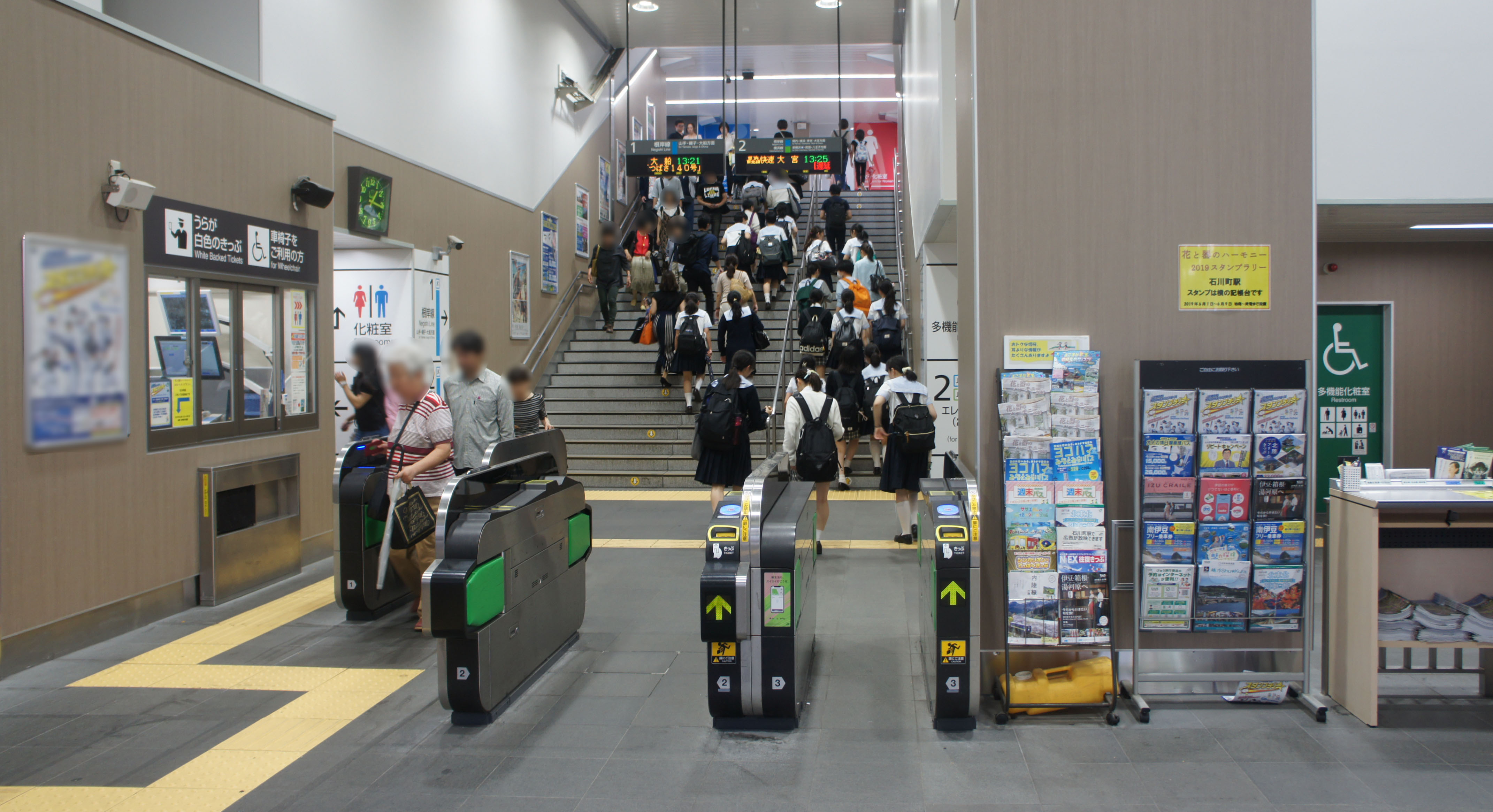
元町閘口（2019年6月）
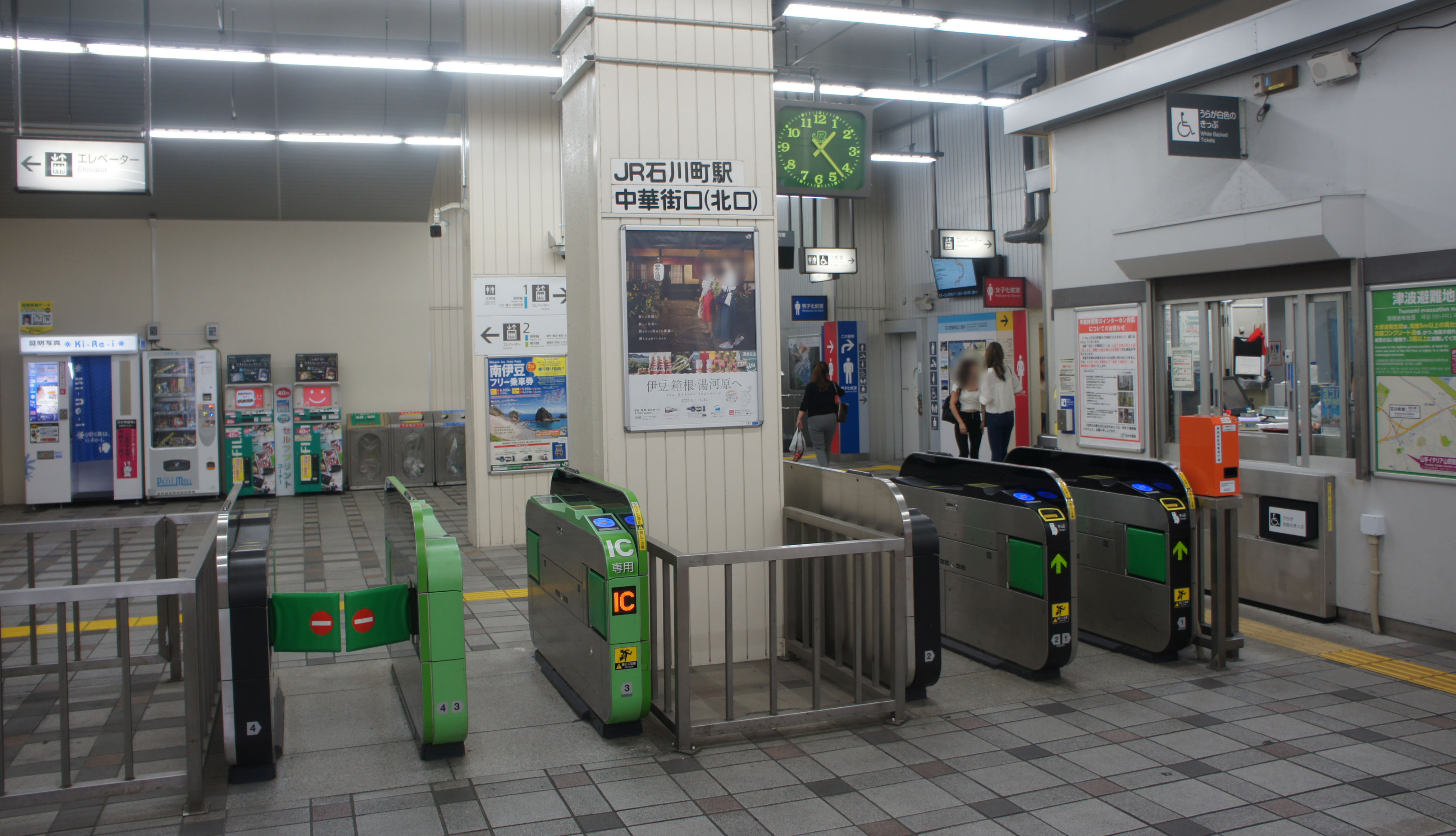
中華街閘口（2019年6月）
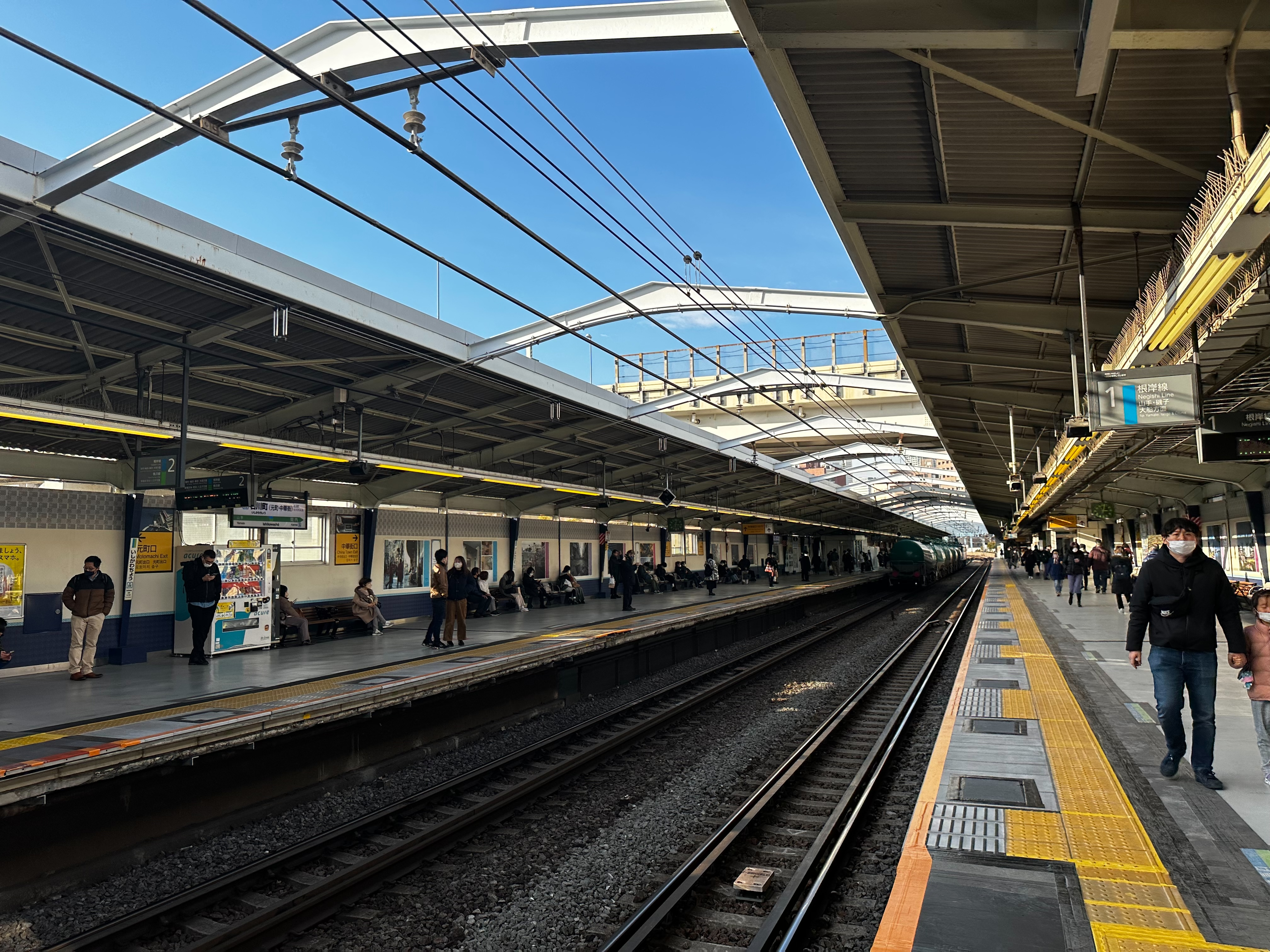
月台（2023年1月）
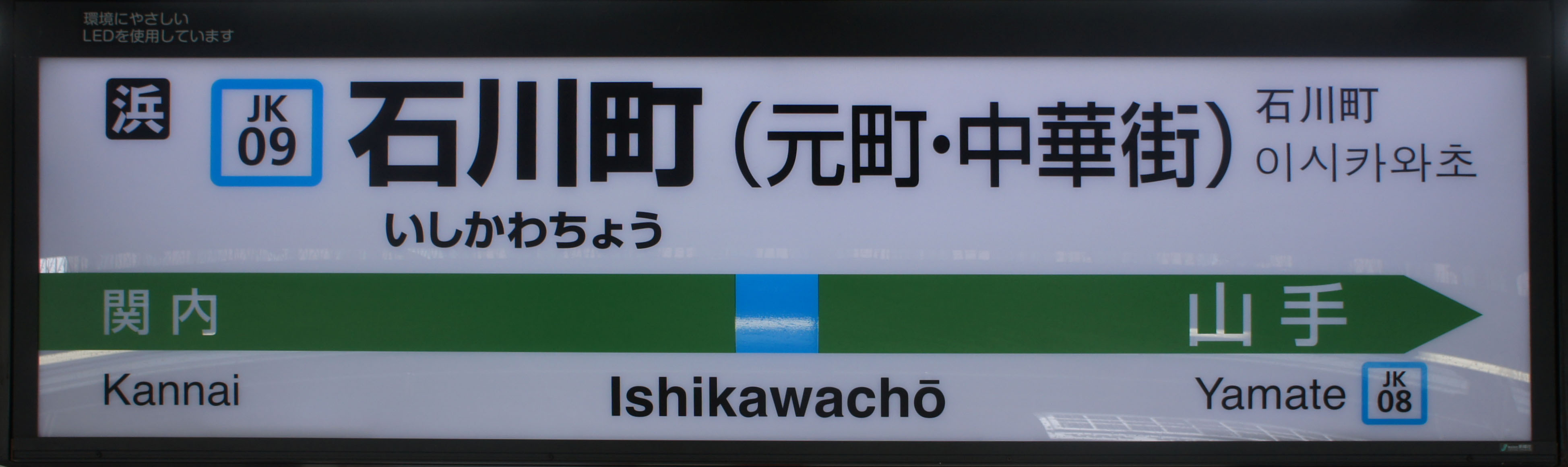
併記副名稱的站名牌（2019年6月）

## 使用情況
2019年（令和元年）度1日平均上車人次為31,994人。2003年度以前1日平均上車人次超過4萬人，港未來線開業以後逐漸減少。2015年度是根岸線唯一比前年度上車人次減少的車站。
近年1日平均上車人次的推移如下表。
| 年度               | 1日平均 上車人次 | 來源     |
| ------------------ | ---------------- | -------- |
| 1990年（平成02年） | 41,358           |          |
| 1991年（平成03年） | 42,476           |          |
| 1992年（平成04年） | 43,301           |          |
| 1993年（平成05年） | 43,899           |          |
| 1994年（平成06年） | 43,742           |          |
| 1995年（平成07年） | 43,558           | [ * 1 ]  |
| 1996年（平成08年） | 43,532           |          |
| 1997年（平成09年） | 42,437           |          |
| 1998年（平成10年） | 42,324           | [ * 2 ]  |
| 1999年（平成11年） | 41,662           | [ * 3 ]  |
| 2000年（平成12年） | 41,153           | [ * 3 ]  |
| 2001年（平成13年） | 41,628           | [ * 4 ]  |
| 2002年（平成14年） | 41,852           | [ * 5 ]  |
| 2003年（平成15年） | 41,164           | [ * 6 ]  |
| 2004年（平成16年） | 36,010           | [ * 7 ]  |
| 2005年（平成17年） | 35,725           | [ * 8 ]  |
| 2006年（平成18年） | 35,887           | [ * 9 ]  |
| 2007年（平成19年） | 34,919           | [ * 10 ] |
| 2008年（平成20年） | 34,804           | [ * 11 ] |
| 2009年（平成21年） | 35,121           | [ * 12 ] |
| 2010年（平成22年） | 34,286           | [ * 13 ] |
| 2011年（平成23年） | 34,148           | [ * 14 ] |
| 2012年（平成24年） | 34,571           | [ * 15 ] |
| 2013年（平成25年） | 33,996           | [ * 16 ] |
| 2014年（平成26年） | 32,719           | [ * 17 ] |
| 2015年（平成27年） | 32,639           | [ * 18 ] |
| 2016年（平成28年） | 32,572           | [ * 19 ] |
| 2017年（平成29年） | 32,899           | [ * 20 ] |
| 2018年（平成30年） | 32,702           |          |
| 2019年（令和元年） | 31,994           |          |

## 車站周邊
本站周邊地區（關內、關外地區）是橫濱市雙都心之一的「橫濱都心」一部分。
雖然鄰近元町與中華街，但在港未來線開通後，人潮明顯流向元町·中華街站。周邊多女校，因此本站有許多女子中高中生使用，又被稱為「乙女站」。鄰近北口的壽町是與山谷、釜崎並列三大ドヤ街（簡易宿所聚集地）。
副站名雖然是「元町·中華街」，但與港未來線元町·中華街站距離將近1公里。
- 橫濱中華街
  - 信用組合橫濱華銀（日语：信用組合横浜華銀）本店
- 橫濱球場
- 山下公園
- 元町
- 橫濱外國人墓地（日语：横浜外国人墓地）
- 港見丘公園
- 山手義大利山庭園（日语：山手イタリア山庭園）
- 法國山
- 橫濱市立港綜合高等學校（日语：横浜市立みなと総合高等学校）
- 橫濱市立港中學校
- 橫濱市立元街小學校
- 橫濱共立學園中學校、高等學校（日语：横浜共立学園中学校・高等学校）
- 橫濱女學院中學校、高等學校（日语：横浜女学院中学校・高等学校）
- 橫濱雙葉學園（日语：学校法人横浜雙葉学園）
- 菲利斯女學院中學校、高等學校（日语：フェリス女学院中学校・高等学校）
- 橫濱山手中華學校
- 公園廣場橫濱
- 地域醫療機能推進機構橫濱中央醫院（日语：地域医療機能推進機構横浜中央病院）
- 石川町入口 - 首都高速神奈川3號狩場線
- 石川町系統交流道 - 首都高速神奈川1號橫羽線、都高速神奈川3號狩場線

## 巴士路線
最近的巴士站有吉濱橋、元町。以下路線由橫濱市交通局運行。
吉濱橋
- 〔21〕往市電保存館（日语：横浜市電保存館）、往櫻木町站前
- 〔99〕往磯子車庫前（日语：横浜市営バス磯子営業所）、往櫻木町站前
- 〔101〕往根岸站前、往保土谷車庫前（日语：横浜市営バス保土ヶ谷営業所）
- 〔105〕往本牧車庫前（日语：横浜市営バス本牧営業所）、往橫濱站
- 〔106〕往本牧車庫前、往境木中學校（日语：横浜市立境木中学校）前、往保土谷站東口

元町
- 〔21〕往市電保存館、往櫻木町站前
- 〔99〕往磯子車庫前、往櫻木町站前
- 〔101〕往根岸站前、往保土谷車庫前
- 〔105〕往本牧車庫前、往橫濱站
- 〔106〕往本牧車庫前、往境木中學校前、往保土谷站東口

兩個巴士站原先是橫濱市電的本牧線停留所（元町當時開業時稱做「西之橋」），根岸線開業後的1970年（昭和45年）廢除除，兩站轉為巴士站。

## 其他
- 過去月台壁面的元町口方向採用青色基調，中華街口方向採用橘色基調，可方便乘客分辨。之後因啟用副站名時時進行刷新，中華街方向改用紅色，元町方向使用藍色基調。

## 相鄰車站
東日本旅客鐵道
 根岸線
■快速、■■各站停車
關內（JK 10）－石川町（JK 09）－山手（JK 08）

### 使用情況
1. ↑  横浜市統計書 （页面存档备份，存于） - 横浜市

JR東日本1999年度以後的上車人次
1. ↑  各駅の乗車人員（1999年度） （页面存档备份，存于） - JR東日本
2. ↑  各駅の乗車人員（2000年度） （页面存档备份，存于） - JR東日本
3. ↑  各駅の乗車人員（2001年度） （页面存档备份，存于） - JR東日本
4. ↑  各駅の乗車人員（2002年度） （页面存档备份，存于） - JR東日本
5. ↑  各駅の乗車人員（2003年度） （页面存档备份，存于） - JR東日本
6. ↑  各駅の乗車人員（2004年度） （页面存档备份，存于） - JR東日本
7. ↑  各駅の乗車人員（2005年度） （页面存档备份，存于） - JR東日本
8. ↑  各駅の乗車人員（2006年度） （页面存档备份，存于） - JR東日本
9. ↑  各駅の乗車人員（2007年度） （页面存档备份，存于） - JR東日本
10. ↑  各駅の乗車人員（2008年度） （页面存档备份，存于） - JR東日本
11. ↑  各駅の乗車人員（2009年度） （页面存档备份，存于） - JR東日本
12. ↑  各駅の乗車人員（2010年度） （页面存档备份，存于） - JR東日本
13. ↑  各駅の乗車人員（2011年度） （页面存档备份，存于） - JR東日本
14. ↑  各駅の乗車人員（2012年度） （页面存档备份，存于） - JR東日本
15. ↑  各駅の乗車人員（2013年度） （页面存档备份，存于） - JR東日本
16. ↑  各駅の乗車人員（2014年度） （页面存档备份，存于） - JR東日本
17. ↑  各駅の乗車人員（2015年度） （页面存档备份，存于） - JR東日本
18. ↑  各駅の乗車人員（2016年度） （页面存档备份，存于） - JR東日本
19. ↑  各駅の乗車人員（2017年度） （页面存档备份，存于） - JR東日本
20. ↑  各駅の乗車人員（2018年度） （页面存档备份，存于） - JR東日本
21. ↑  各駅の乗車人員（2019年度） （页面存档备份，存于） - JR東日本

神奈川縣縣勢要覽
1. ↑  線区別駅別乗車人員（1日平均）の推移PDF - 24ページ
2. ↑  神奈川県県勢要覧（平成12年度） - 220ページ
3. 1 2  神奈川県県勢要覧（平成13年度）PDF - 222ページ
4. ↑  神奈川県県勢要覧（平成14年度）PDF - 220ページ
5. ↑  神奈川県県勢要覧（平成15年度）PDF - 220ページ
6. ↑  神奈川県県勢要覧（平成16年度）PDF - 220ページ
7. ↑  神奈川県県勢要覧（平成17年度）PDF - 222ページ
8. ↑  神奈川県県勢要覧（平成18年度）PDF - 222ページ
9. ↑  神奈川県県勢要覧（平成19年度）PDF - 224ページ
10. ↑  神奈川県県勢要覧（平成20年度）PDF - 228ページ
11. ↑  神奈川県県勢要覧（平成21年度）PDF - 238ページ
12. ↑  神奈川県県勢要覧（平成22年度）PDF - 236ページ
13. ↑  神奈川県県勢要覧（平成23年度）PDF - 236ページ
14. ↑  神奈川県県勢要覧（平成24年度）PDF - 232ページ
15. ↑  神奈川県県勢要覧（平成25年度）PDF - 234ページ
16. ↑  神奈川県県勢要覧（平成26年度）PDF - 236ページ
17. ↑  神奈川県県勢要覧（平成27年度）PDF - 236ページ
18. ↑  神奈川県県勢要覧（平成28年度）PDF - 244ページ
19. ↑  平成29年PDF - 236ページ
20. ↑  神奈川県県勢要覧（平成30年度）PDF - 220ページ

## 外部連結
- 車站資訊（石川町）：東日本旅客鐵道